# Aljaksandr Dzehtseraŭ

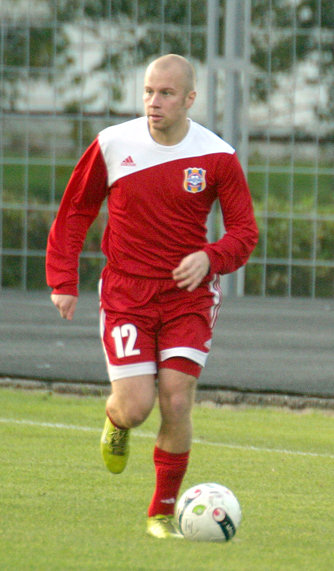
Aljaksandr Dzehtseraŭ, 2008.

Aljaksandr Dzehtseraŭ (vitryska: Аляксандр Дзегцераў, ryska: Алекса́ндр Де́гтерев, Aleksandr Degterev) född 20 mars 1986 i Vitsebsk, är en vitrysk fotbollsspelare som spelar för Naftan Novopolotsk i den vitryska högstaligan.